# 內惟藝術中心站
內惟藝術中心站位於台灣高雄市鼓山區，為高雄捷運環狀輕軌的捷運車站。此站為美術館附近的輕軌二階路型調整改善方案而新增的車站，原計畫名為「美術館西站」，2022年經高雄市政府捷運工程局改為現名。車站編號為C21A。

## 歷史
2022年10月5日，隨著環狀輕軌第二階段「C20臺鐵美術館–C24愛河之心」通車啟用。
因應高雄輕軌成圓，於2024年1月1日至2月25日前進行全線通車試營運，以作為後續正式營運後參考。

## 車站概要

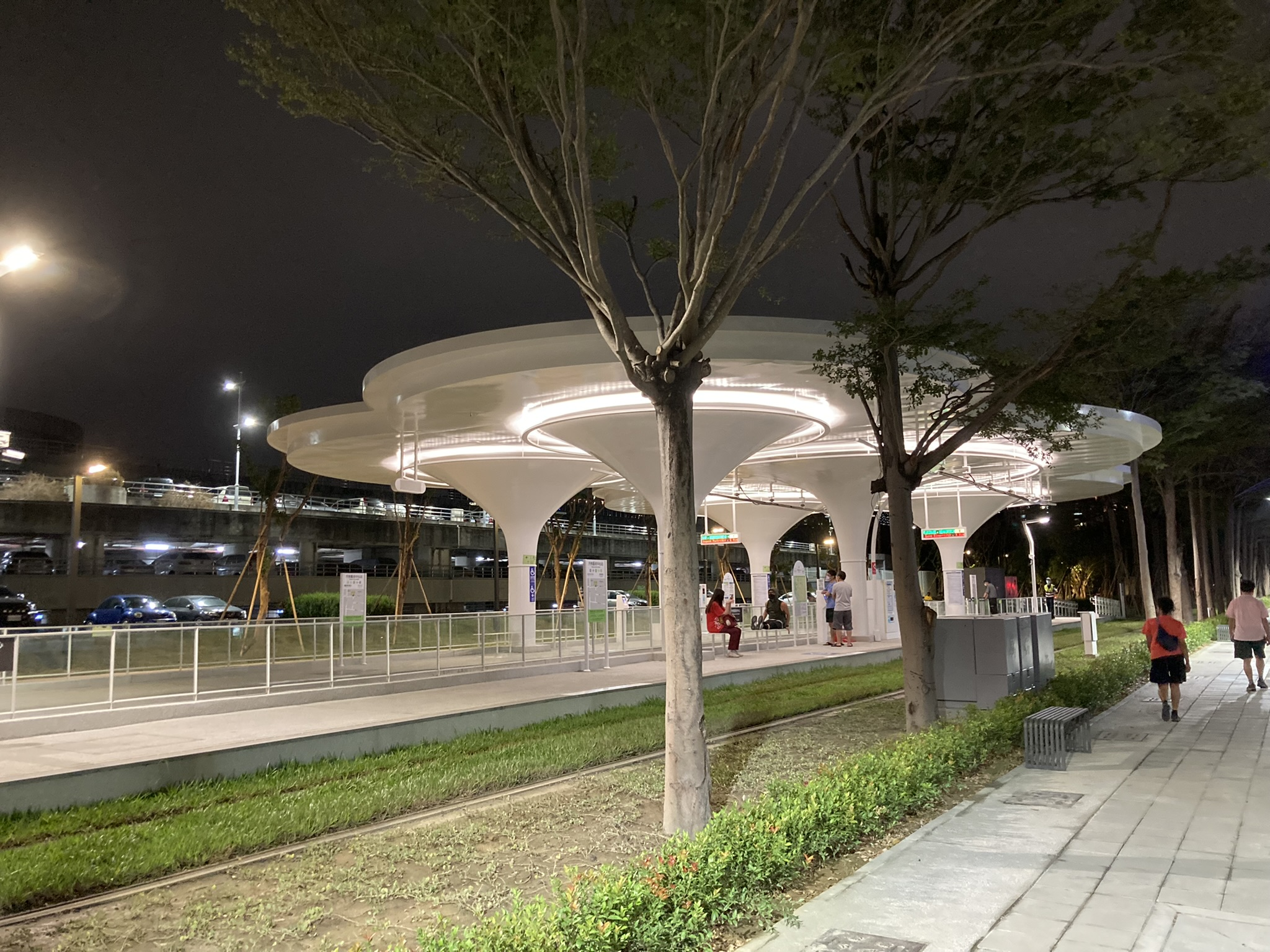
內惟藝術中心站夜景照

站區位於美術館路、馬卡道路口。規劃兩座間隔式側式月台（目前臺灣僅本站和鄰近的美術館站採用此類月台配置），定位為中間站，與內惟車站距離1.3公里。

### 月台配置
| 地面               |                                    |
| 側式月台，右側開門 |                                    |
|                    | ← 環狀輕軌逆行方向（臺鐵美術館站） |
| 側式月台，左側開門 |                                    |
|                    | 環狀輕軌順行方向（美術館站）→      |
| 出入口             |                                    |

## 外部連結
- 內惟藝術中心站（高雄捷運公司） （页面存档备份，存于）
- 高雄市政府捷運工程局 環狀輕軌計畫內容
- 高雄輕軌建設-五大放心方案 （页面存档备份，存于）